# ラウエンベルク
ラウエンベルク (ドイツ語: Rauenberg) は、ドイツ連邦共和国バーデン＝ヴュルテンベルク州ライン＝ネッカー郡に属す小都市。

## 地理
この都市は、オーバーライン地溝帯とクライヒガウの間、ヴィースロッホとミュールハウゼンの間に位置し、アンゲルバッハ川の渓谷の入り口に面している。
ラウエンベルクは、以下の3つの市区からなる。
- ラウエンベルク
- ローテンベルク（1972年1月1日に合併）
- マルシェンベルク（1972年4月1日に合併）

## 歴史

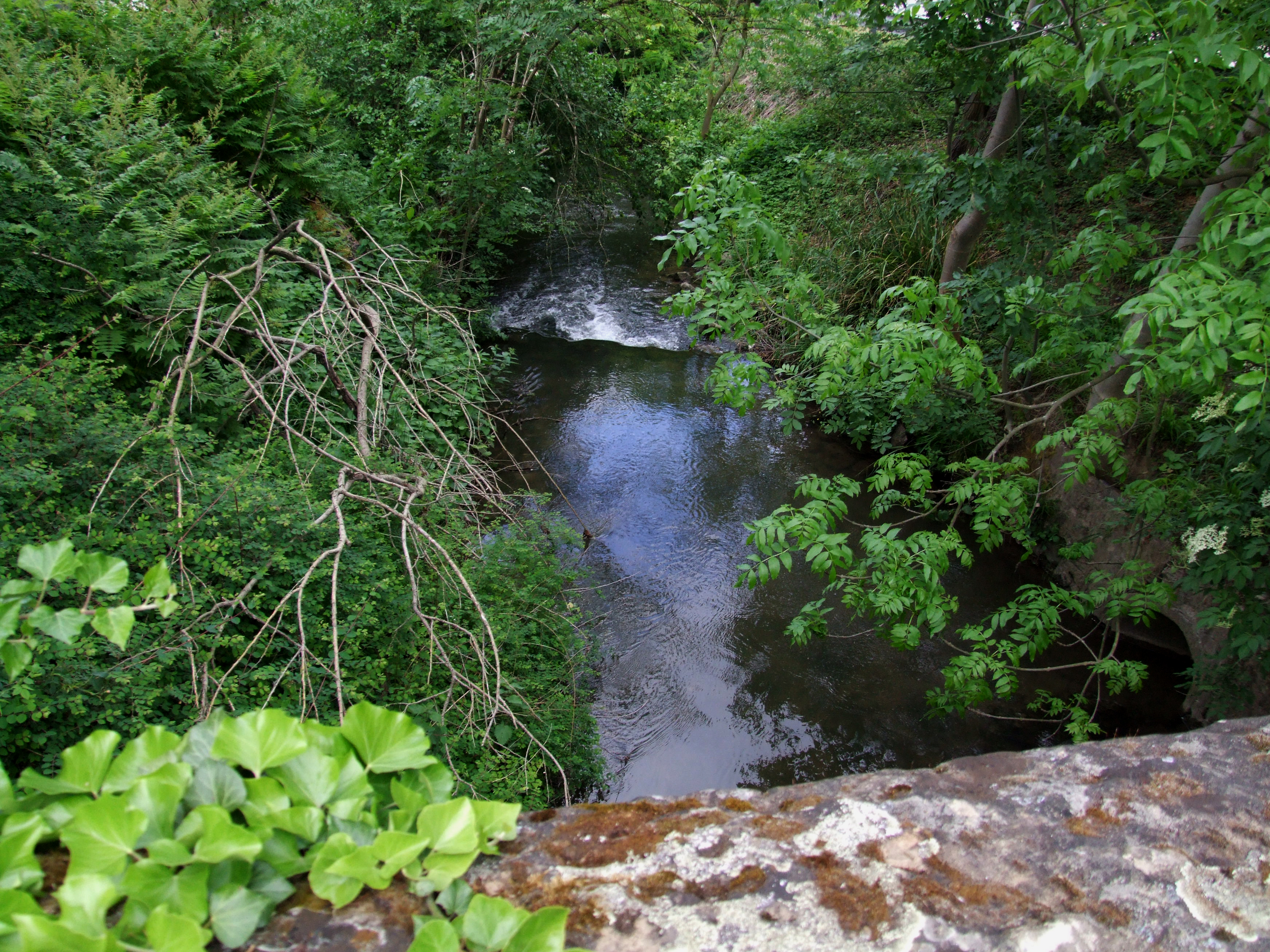
アンゲルバッハ川

ラウエンベルクは、1303年に初めて文献上に記録されているが、出土品などからラウエンベルクの町域にはもっと古い時代から入植地が存在していたことが分かっている。中世には、現在のラウエンベルク区および2つの市区の替わりに、ヴェーダースヴィルレ(Wederswirle) とルーヘンベルク (Ruhenberg) という2つの入植地があった。ルーヘンベルクという地名は中高ドイツ語のruh（生い茂った藪、深い森）に由来し、Ruchembergという標記を経由して、現在のRauenbergの元になった。ヴェーダースヴィルレは、元々ヴィルレ (Wirle) と称し、考古学的な出土品の研究によれば10世紀にはすでに拓かれていた。遅くとも1300年頃にはヴィーダー家 (Wider) がこの村をレーエンとして獲得し、名前をWiderswirleとしたのが、後にWederswirleと変化していった。1317年頃にゲルハルト・フォン・オスヴァイラーが村の所有者として記録されており、約30年間その地位にあった。
1400年頃、理由は定かではないがルーヘンベルクの村は放棄された。ヴェーダースヴィルレがこの村を併合し、しかし名前はルーヘンベルクを引き継いだ。この村は、多くの領主による共同統治の村となった。1677年に、シュパイアー司教本部が初めて村の全域を獲得した。1803年の世俗化によりラウエンベルクはバーデン領となった。
第一次世界大戦の終結と、それに伴う1918年の帝国の終焉は、ラウエンベルクの日常生活に大きな変化をもたらした。 1919年のヴァイマル共和政の第1回選挙では、中央党が80%の票を獲得した。中央党はヴァイマル共和政の末期までラウエンベルクでは指導的な地位を保持した。1929年から1930年の最後の4回の議会選挙ではNSDAPが徐々に得票率を伸ばし、20%に達したが、中央党は最後まで70%程度の比較的安定した票を獲得していた。

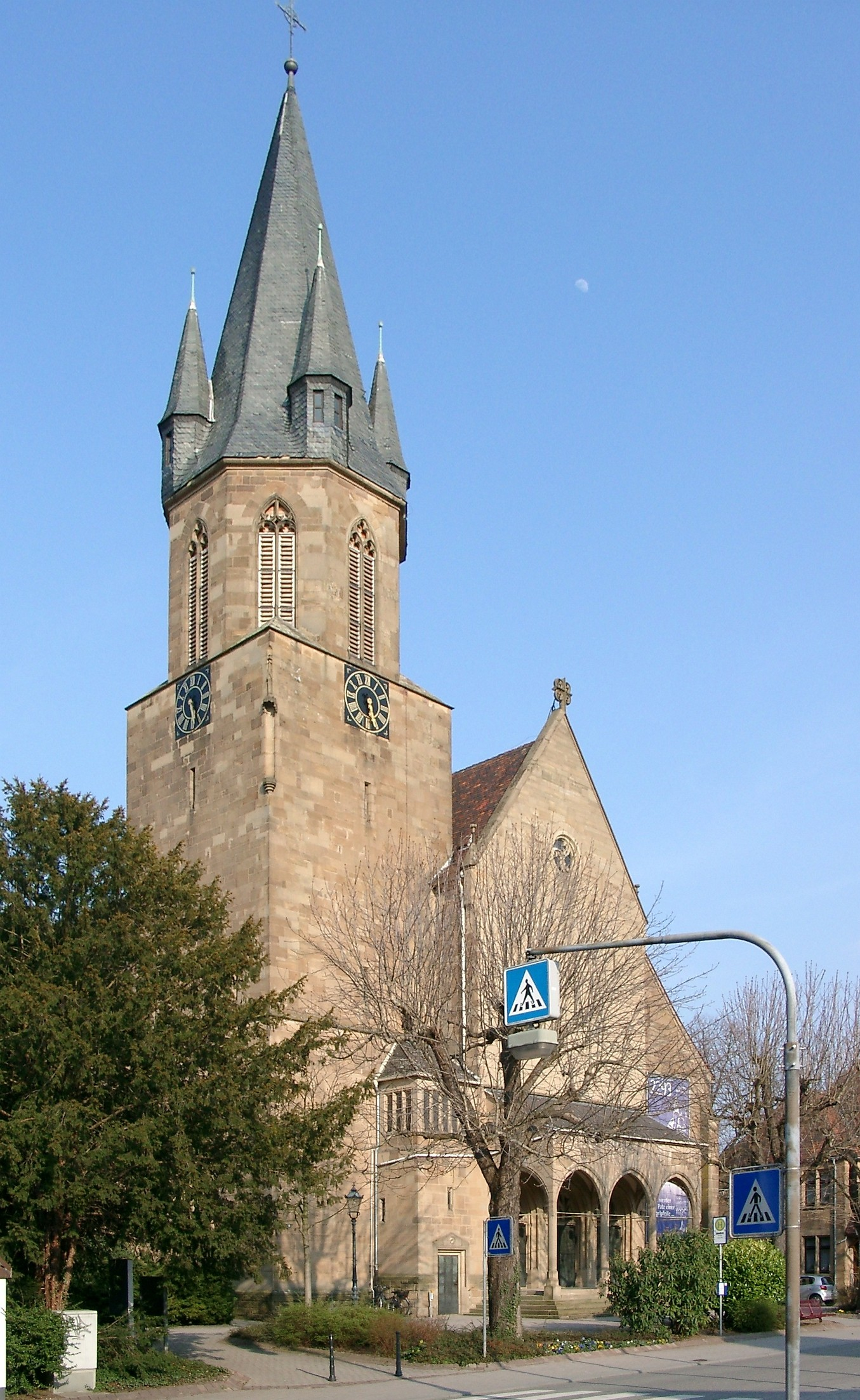
ラウエンベルクのカトリック教区教会聖ペテロ・パウロ教会

ヒトラーが権力を掌握するとラウエンベルクにおける中央党の優位は失われた。1933年7月6日に中央党員の町議会議員は全員、「自由意思で」辞任した。さらにラウエンベルクは、戦争勃発時までにナチス政府と直接対決した場所の一つであった。 1942年春にラウエンベルクで暴動が発生した。カトリック司祭のアウグスト・マイアーが、説教の中でいわゆるメルダース書簡を引用し、ゲシュタポに逮捕された。これを承けて、約100人のラウエンベルク住民が町役所に押し寄せ、司祭の釈放を要求した。大勢の警官隊が出動し、10人が逮捕され、治安妨害により4カ月から8カ月投獄された。司祭は未決勾留期間後に、再び解放されたが、別の教区に異動された。
第二次世界大戦終戦後、ラウエンベルクはアメリカの管理地区に属した。1945年4月に臨時代行首長が任命され、6月までにラウエンベルクの戦後議会が招集された。1946年初めに戦後第1回の町議会議員選出の自由選挙が行われ、CDUが90%の票を獲得した。市町村再編時の1972年に、隣接するマルシェンベルクと隣接市ローテンベルクがこの町に合併し、新しい自治体が成立した。1975年1月1日、この町に都市権が与えられた。

## 行政

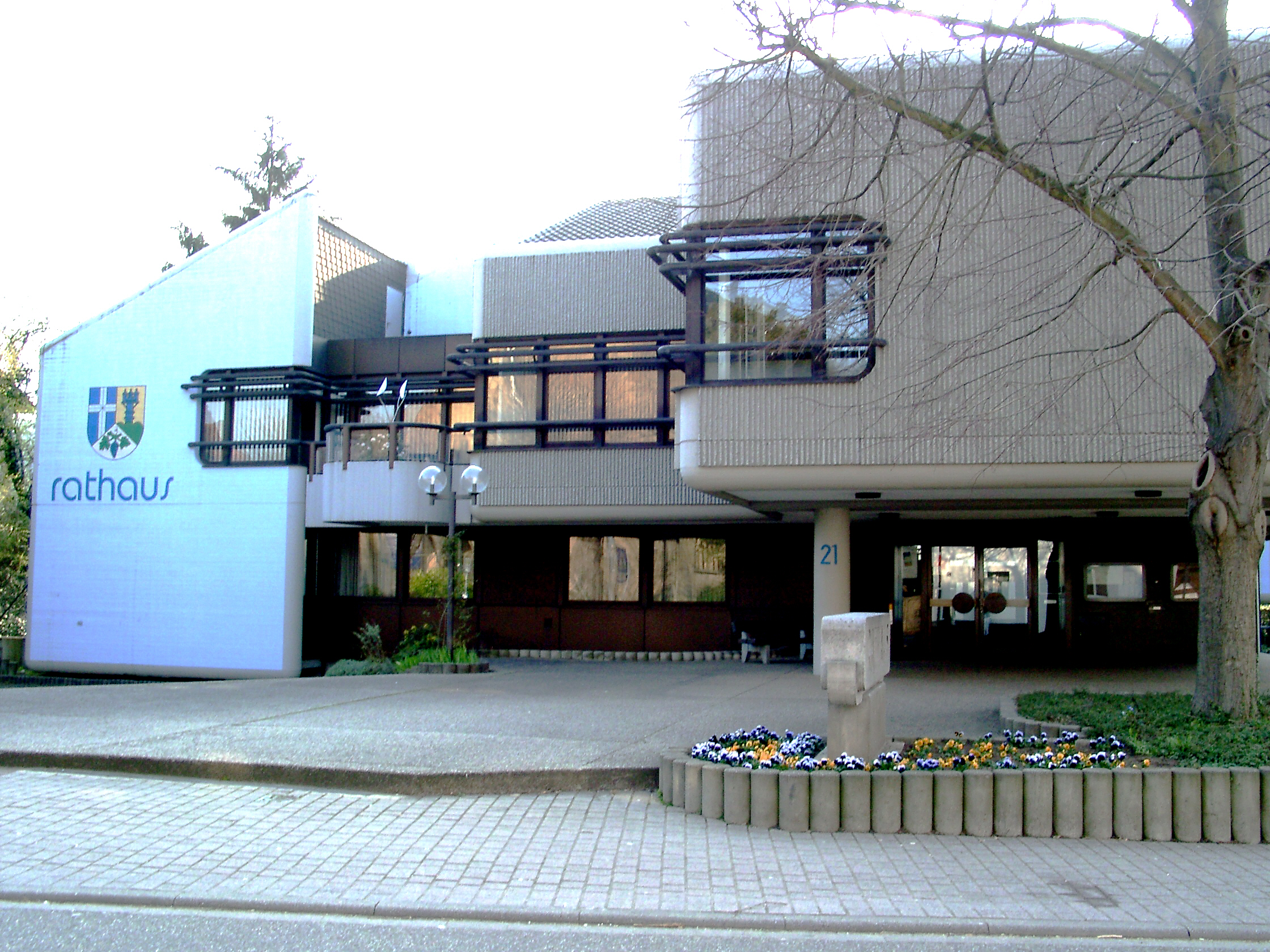
ラウエンベルク市役所

### 市議会
ラウエンベルクの市議会は、19人の議員からなる。

### 市長
ラウエンベルク市長のフランク・ボルクハンマー (CDU) は、2015年4月25日に死亡した。新しい市長には、2015年7月26日の選挙の結果ペーター・ザイテルが当選した。

### 紋章
図柄: 放射状に三分割。向かって左上は、青地に端から端まで届く銀の十字。向かって右上は、金地に緑の三峰の山、その上に青い胸壁をもつ塔。下部は銀地に緑の葉を2枚付けた緑のツルになる青いブドウ。旗は、青 – 白。
この旗と紋章は、1984年にライン＝ネッカー郡当局の認可を得た。この紋章は、ラウエンベルクのシュパイアー十字、マルシェンベルクのブドウ、ローテンベルクの塔と、市を構成する3つの市区の旧紋章に描かれていた重要な要素を組み合わせて創られた。

各市区の旧紋章
ラウエンベルク
マルシェンベルク
ローテンベルク

## 文化と見所

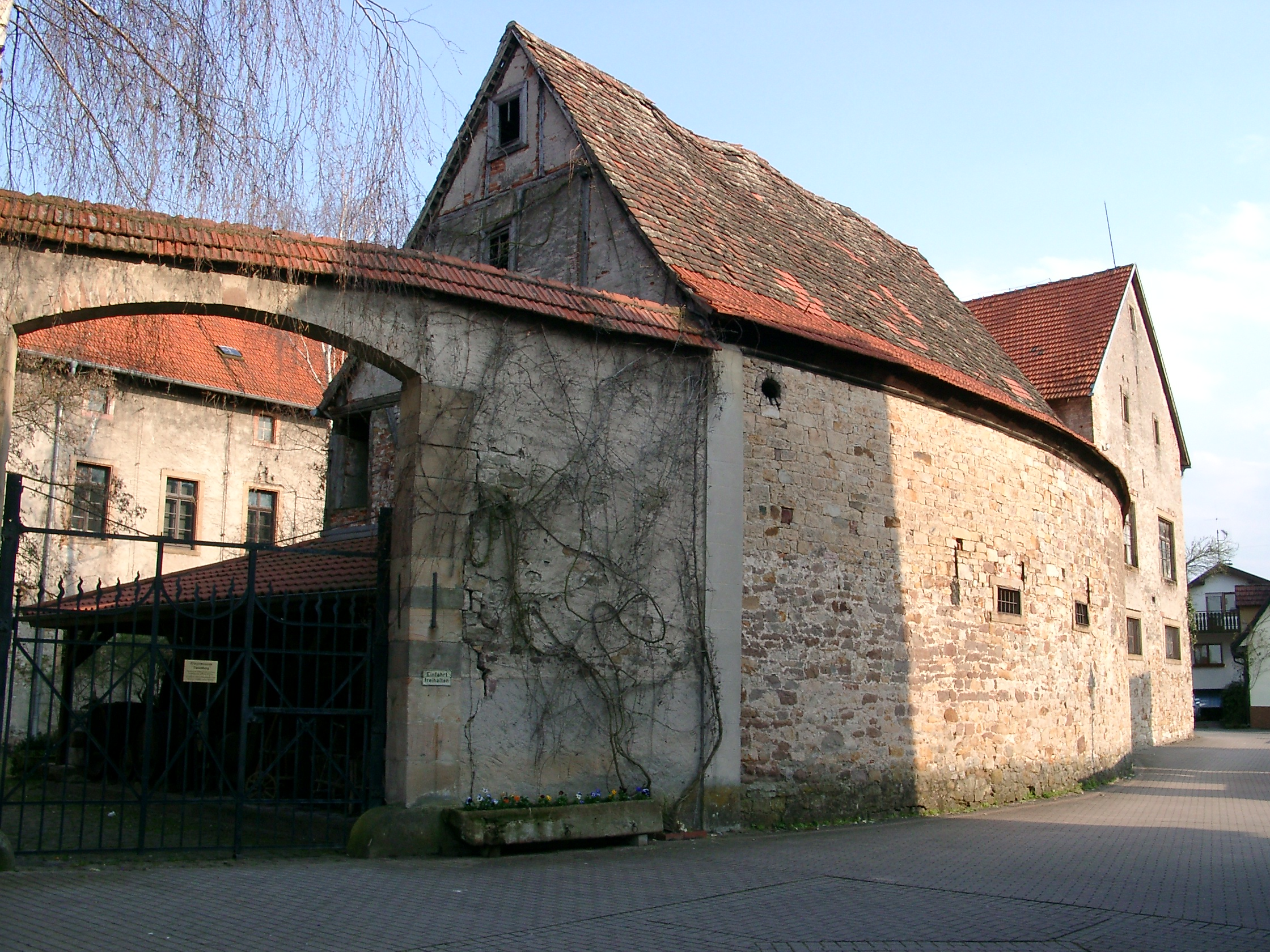
ラウエンベルクのワイン造り博物館

- かつての司教領主の城館を利用したラウエンベルク・ワイン造り博物館は1986年に開館した。この博物館では、ワイン造りと農村生活を重点テーマとした多くの展示物を見ることができる。
- 毎年10月の第2週末に開催されるワイン造り祭は地域を超えて重要な催しである。
- ラウエンベルクとヴィースロッホの間にある粘土坑「ウンターフェルト」から2つのハチドリの化石が発見されている。この化石はおよそ3千万年前のもので、この種のものとしては世界で最も古いものである。

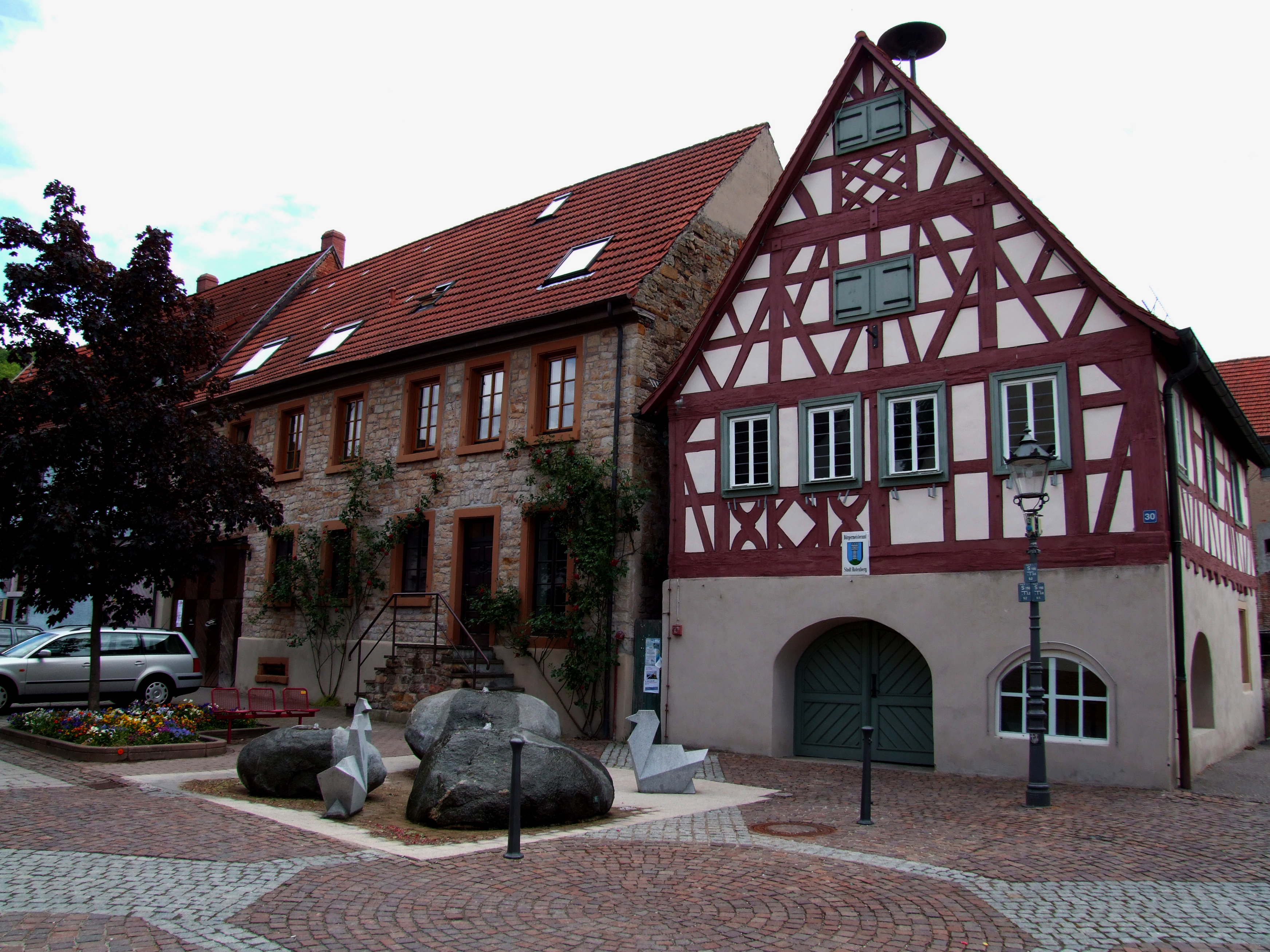
ローテンベルク区の中心部
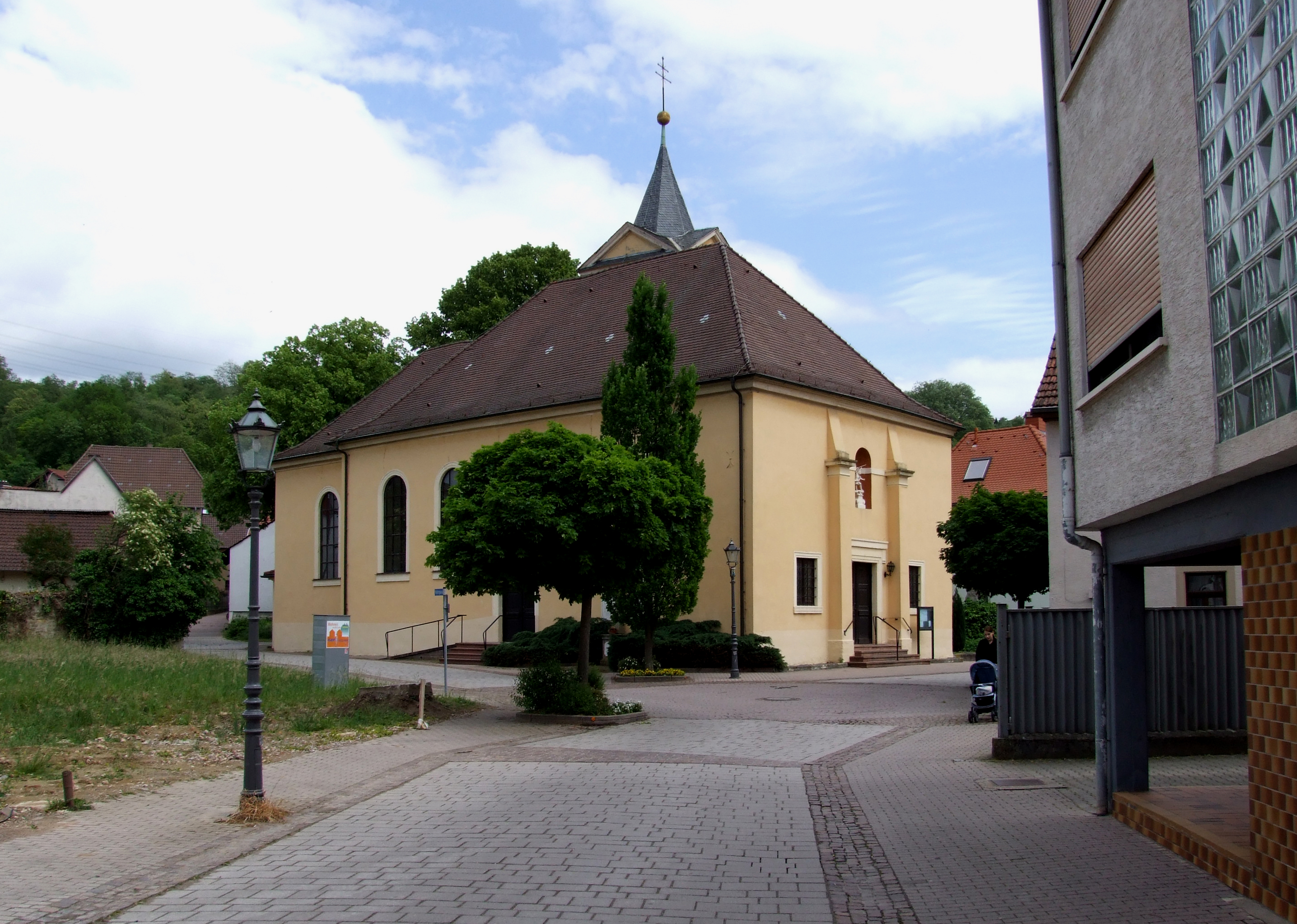
ローテンベルク区の聖ニコラウス教会

## 経済と社会資本
ラウエンベルクは、バーデン北部で最大のブドウ栽培の町の一つである。
この街は交通の便の良い場所に位置している。アウトバーンA6号線のヴィースロッホ＝ラウエンベルク・インターチェンジが市内にある。ラウエンベルク市区の西部を連邦道B39号線が南北に通っている。

## 人物

### 出身者
- ミヒャエル・ジーバー（1947年 - ）政治家 (CDU)。1998年から2006年まで、バーデン＝ヴュルテンベルク州の科学・研究・芸術省の事務次官を務めた。
- アーミン・リュール（1957年 - ）打楽器奏者。ヘルベルト・グレーネマイヤーやミヒャエル・ミッテルマイアーと共演している。

## 引用
1. ↑  Statistisches Landesamt Baden-Württemberg – Bevölkerung nach Nationalität und Geschlecht am 31. Dezember 2023 (CSV-Datei)
2. ↑  Claus Wiegert: Vorsprung weiter ausgebaut: Peter Seithel siegt in Rauenberg, Schwarzwälder Bote 2015年7月27日付（2015年8月14日 閲覧）